# Kaligrafia arabska

Dwie strony Koranu autorstwa Jakuta al-Mustasimiego z 1286/1287 w piśmie rajhani. Muzeum Sztuki Tureckiej i Islamskiej w Stambule

Kaligrafia arabska (arab. خط عربي - chatt 'arabi) – zdobnictwo oparte na piśmie arabskim, jedna z ważniejszych gałęzi sztuk pięknych w świecie muzułmańskim.

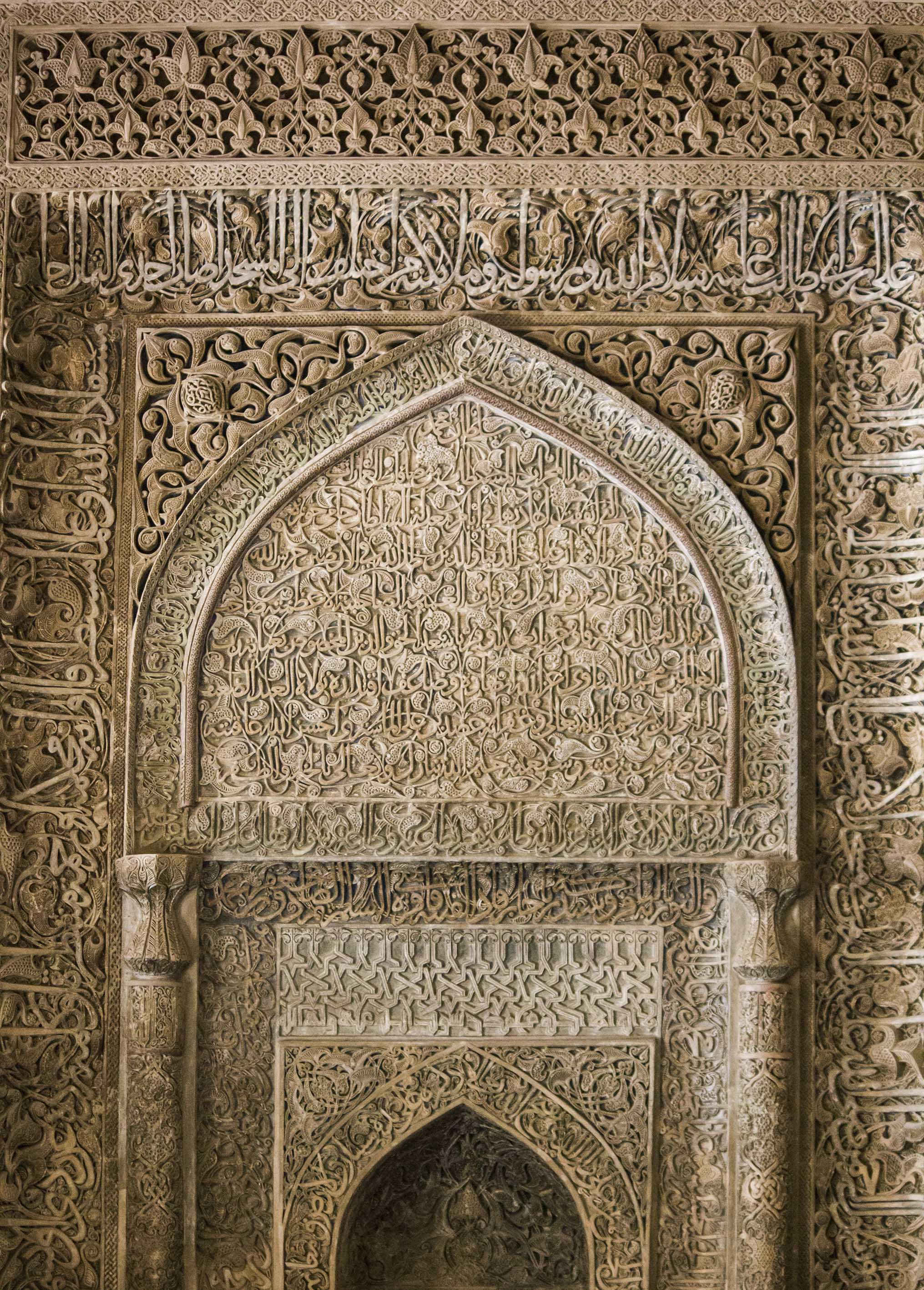
Mihrab z 1310 roku w Meczecie Piątkowym w Isfahanie z kaligrafią wykonaną w stiuku przez Hajdara

W X wieku wezyr abbasydzki Ibn Mukla (886-940) opracował proporcje pisma arabskiego kancelaryjnego naschi, z którego rozwinęły się liczne odmiany pisma o okrągłych kształtach.Pionowe linie pisma łączą się w łagodny sposób z poziomymi łukami. Do rozwoju pism opierających się na naschi przyczynił się Jakut al-Mustasimi (1221–1298), sekretarz kalifa abbasydzkiego. Wykorzystywane było głównie do pisania prywatnych listów i sporządzania oficjalnych dokumentów. Okrągłe kształty liter wpływały na większą swobodę i szybkość pisania. Miało to również związek z wykorzystywanym materiałem – papirusem egipskim, a później papierem.
Drugą odmianą pisma arabskiego było pismo monumentalne maszk, które przekształciło się w VIII wieku za sprawą kaligrafów z Kufy w odmianę o kwadratowym zarysie (pismo kufickie, dukt kufi). Zgodnie z tradycją rezerwowano je dla celów religijnych, chociaż od XII wieku w Koranie pojawiały się także inne rodzaje pisma. Pismo kufickie z czasem zaczęło się pojawiać jako ornament w architekturze (do XIV wieku) oraz na naczyniach i tkaninach. Około X wieku wykształciło się tak zwane kwieciste kufi, w którym puste przestrzenie między prostymi liniami liter wypełniano motywem liściastym. Od XI wieku upowszechniło się kufi splecione, w którym litery splatały się ze sobą. W XIII wieku pojawiło się tzw. kufi mówiące – z motywami ludzkich i smoczych głów na zakończeniach liter. Dzieła naukowe i literackie oprócz kaligrafii zdobiły miniatury, często napis także napis stanowił ilustrację dzięki odpowiedniemu ułożeniu wersów i liter.

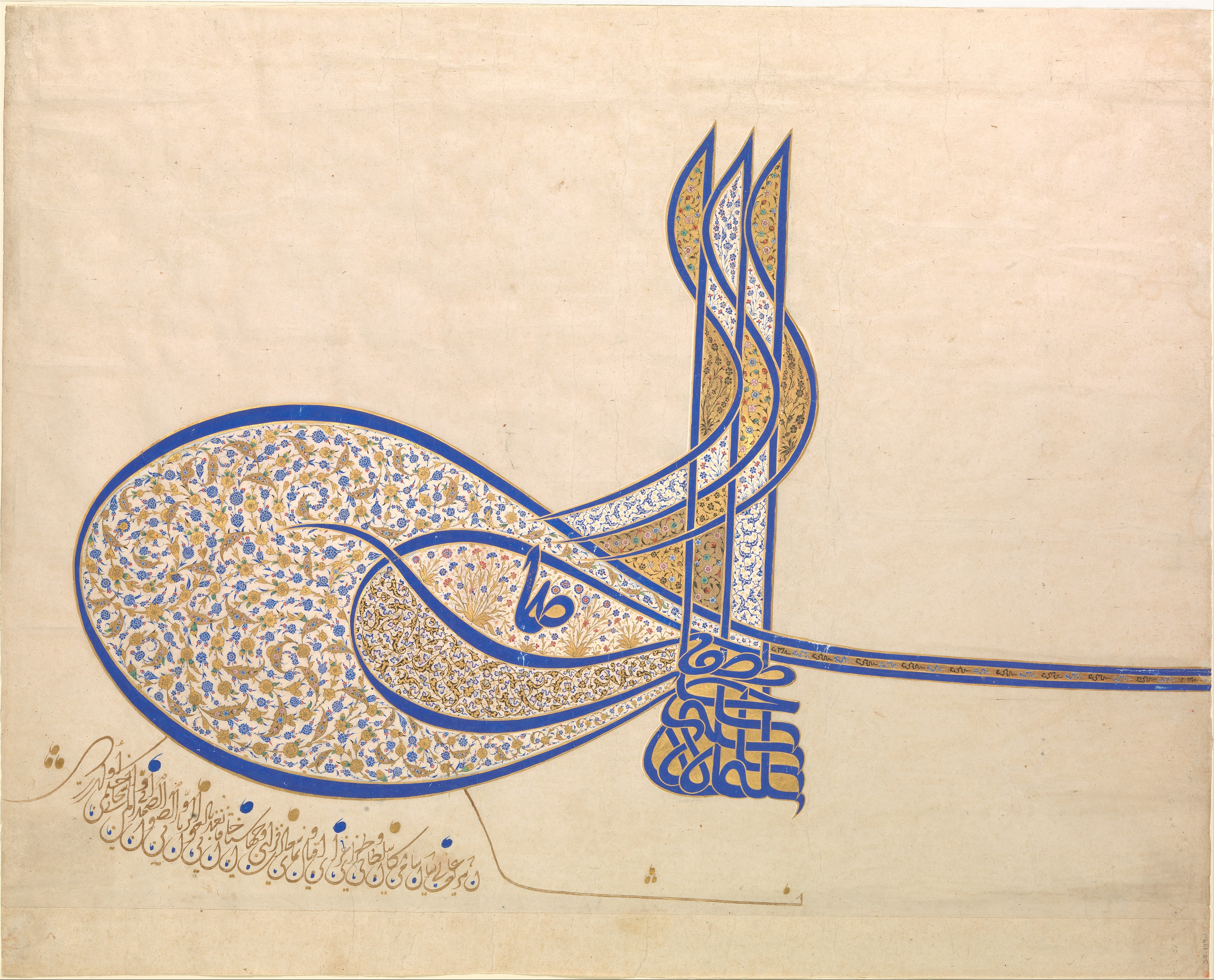
Tugra Sulejmana Wspaniałego (1520-1566). Metropolitan Museum of Art

Kolejnym głównym rodzajem pisma arabskiego było, powstałe w IX wieku, magribi. To rodzaj kursywy, rozwiniętej bezpośrednio z pisma kufickiego. Linie pionowe były prostopadłe względem linii poziomych. W XII wieku wykorzystywano je powszechnie w Hiszpanii, szczególnie w Walencji i Sewilli .
Czwartym, podstawowym stylem pisma arabskiego jest Taligh. Jego początki sięgają XI wieku, jednak najbardziej popularne stało się w wieku XIII – używane było przede wszystkim w książkach z poezją oraz tłumaczeniach międzyliniowych Koranu. Taligh wyróżniał się pochyłym układem i wydłużeniami liter końcowych. Perski kaligraf Mir Ali Tabrizi opracował odmianę tego stylu – pismo Nastaligh. Cechowała je lekkość, fantazyjność i jednocześnie prostota liter.
Wynalazkiem osmańskich kaligrafów była także tugra (emblemat władcy), która pojawiała się na firmanach, monetach, jarłykach, pomnikach itp. Na tugrę składało się imię sułtana, imię jego ojca, tytuł chana oraz formuła al-muzzafar da'im (arab.: zawsze zwycięski).
Kaligrafia często stanowi jeden z elementów zdobniczych architektury. Do najważniejszych przykładów tego rodzaju sztuki należy wykonany w stiuku, sześciometrowy mihrab w sali zimowej w Meczecie Piątkowym w Isfahanie, który stworzony został w 1310 roku przez Hajdara, ucznia Jakuta al-Mustasimiego.